# 陳鼎 (光緒進士)
陳鼎（？—？），湖南省衡州府衡山縣人，清朝政治人物、進士出身。
光緒六年（1880年），参加庚辰科殿試，登進士二甲第39名。同年五月，改翰林院庶吉士。光緒十二年四月，散館，授翰林院編修。
光緒十九年（1893年），御史李慈铭奏其人品有问题，被严加察看。
光緒二十年（1894年），经复查，被解除察看，照旧供职。

## 家庭
- 父：陳鐘英，舉人，官浙江黃巖縣知縣。
- 母：趙細瓊，江蘇陽湖人，道光六年進士趙仁基之女，趙烈文之姊。
  - 二弟陈范，为清末民初著名报人。
  - 三弟陈韬，光绪年间举人。